# Nederlands voetbalelftal onder 19 (vrouwen)
Het Nederlands vrouwenvoetbalelftal onder 19 is een vrouwenvoetbalelftal voor spelers onder de 19 jaar. 
Nederland -19 speelt jaarlijks kwalificatiewedstrijden voor het Europees kampioenschap voetbal vrouwen onder 19. Via het eindtoernooi zijn vervolgens eens in de twee jaar tickets te verdienen voor het Wereldkampioenschap voetbal vrouwen onder 20. De eerste maal dat het Nederlands elftal onder 20 zich op deze manier kwalificeerde voor een wereldkampioenschap was in 2018.

## Spelersrecords

### Meeste interlands
|   | Naam                | Interlands | Doelpunten |
| - | ------------------- | ---------- | ---------- |
| 1 | Siri Worm           | 34         | 1          |
| 2 | Sheila van den Bulk | 31         | 2          |
| 3 | Angela Christ       | 30         | 0          |
| 3 | Renée Slegers       | 30         | ?          |
| 5 | Kirsten van de Ven  | 29         | 10         |
| 6 | Jeanine van Dalen   | 28         | ?          |
| 7 | Lieke Martens       | 27         | 17         |
| 8 | Ellen Jansen        | 26         | 15         |
| 9 | Anouk Hoogendijk    | 25         | ?          |
| 9 | Joyce Overkleeft    | 25         | ?          |

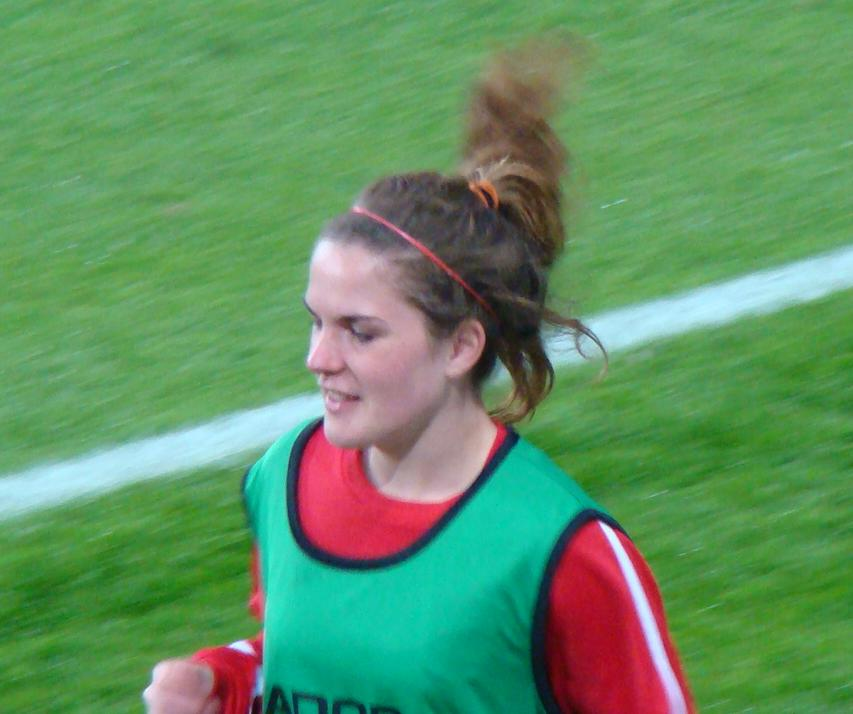
Siri Worm speelde de meeste interlands.

Laatst bijgewerkt: 26 sep 2011 16:39 (CEST)

### Topscorers aller tijden
|   | Naam               | Doelpunten | Interlands | Dlpt/Intl |
| - | ------------------ | ---------- | ---------- | --------- |
| 1 | Jill Roord         | 18         | 18         | 1,00      |
| 2 | Lieke Martens      | 17         | 27         | 0,63      |
| 3 | Suzanne de Kort    | 15         | 20         | 0,75      |
| 3 | Ellen Jansen       | 15         | 26         | 0,58      |
| 5 | Manon Melis        | 13         | 21         | 0,62      |
| 6 | Chantal de Ridder  | 11         | 17         | 0,65      |
| 6 | Vanity Lewerissa   | 11         | 20         | 0,55      |
| 8 | Anouk Dekker       | 10         | 15         | 0,67      |
| 8 | Marlous Pieëte     | 10         | 16         | 0,63      |
| 8 | Lisanne Vermeulen  | 10         | 23         | 0,43      |
| 8 | Kirsten van de Ven | 10         | 29         | 0,34      |

Laatst bijgewerkt: 26 sep 2011 16:39 (CEST)
Nationale teams: 
 Nationaal elftal · Nationaal vrouwenelftal · Jong Oranje · Olympisch elftal · Nationaal B-elftal 
 Mannenvoetbal: 
 Betaald voetbal · Eredivisie · KNVB Beker · Johan Cruijff Schaal · Nacompetitie/Play-offs · Eerste divisie · Tweede divisie · Derde divisie · Vierde divisie · Amateurvoetbal · Onder 21 competitie · Beloften Eredivisie · Beloften Eerste Divisie · Beloften KNVB Beker · A-Junioren Eredivisie · B-Junioren Eredivisie 
 Vrouwenvoetbal: 
 Vrouwen Eredivisie · Vrouwen Eerste divisie · KNVB Beker Vrouwen · Eredivisie Cup · Supercup Vrouwen · Zaalvoetbal · KNVB Schoolvoetbal
KNVB ·
A-internationals ·
Bondscoaches (m) ·
Topscorers ·
Nederlands vrouwenelftal ·
Bondscoaches (v) ·
Nederland B ·
Olympisch elftal ·
Jong Oranje ·
Nederland –20 ·
Nederland –19 ·
Nederland –18 ·
Nederland –17 ·
Nederland –16 ·
Nederland –15 ·
Nederlands amateurelftal ·
Nederlands zaterdagelftal ·
Jong OranjeLeeuwinnen ·
Vrouwen –20 ·
Vrouwen –19 ·
Vrouwen –18 ·
Vrouwen –17 ·
Vrouwen –16 ·
Vrouwen –15 ·
Militair mannenelftal ·
Militair vrouwenelftal ·
Strandteam ·
Vrouwen Strandteam ·
Futsalteam ·
Vrouwen Futsalteam

EK-wedstrijden ·
WK-wedstrijden ·
Resultaten kwalificaties en eindronden ·
Nederland B-wedstrijden ·
Officieuze wedstrijden ·
EK-wedstrijden vrouwen ·
WK-wedstrijden vrouwen ·
Resultaten vrouwen kwalificaties en eindronden
1905 – 1919 ·
1920 – 1929 ·
1930 – 1939 ·
1940 – 1949 ·
1950 – 1959 ·
1960 – 1969 ·
1970 – 1979 ·
1980 – 1989 ·
1990 – 1999 ·
2000 – 2009 ·
2010 – 2019 ·
2020 – 2029
2015 ·
2016 ·
2017 ·
2018 ·
2019 ·
2020 ·
2021 · 
2022
EK's: 1976 · 
1980 · 
1988 · 
1992 · 
1996 · 
2000 · 
2004 · 
2008 · 
2012 · 
2020 · 
2024
WK's: 1934 · 
1938 · 
1974 · 
1978 · 
1990 · 
1994 · 
1998 · 
2006 · 
2010 · 
2014 · 
2022
OS: 1908 ·
1912 ·
1920 ·
1924 ·
1928 ·
1948 ·
1952 ·
2008
Albanië ·
Andorra ·
Argentinië ·
Armenië ·
Australië ·
België ·
Bosnië en Herzegovina ·
Brazilië ·
Bulgarije ·
Canada ·
Chili ·
China ·
Colombia ·
Costa Rica ·
Curaçao ·
Cyprus ·
DDR ·
Denemarken ·
Duitsland ·
Ecuador ·
Egypte ·
Engeland ·
Estland ·
Faeröer ·
Finland ·
Frankrijk ·
GOS · 
Georgië ·
Ghana ·
Gibraltar ·
Griekenland ·
Hongarije ·
Ierland ·
IJsland ·
Indonesië ·
Iran ·
Israël ·
Italië ·
Ivoorkust ·
Japan ·
Joegoslavië ·
Kameroen ·
Kazachstan ·
Kroatië ·
Letland ·
Liechtenstein ·
Luxemburg ·
Malta ·
Marokko ·
Mexico ·
Moldavië ·
Montenegro ·
Nederlandse Antillen ·
Nigeria ·
Noord-Ierland ·
Noord-Macedonië ·
Noorwegen ·
Oekraïne ·
Oostenrijk ·
Paraguay ·
Peru ·
Polen ·
Portugal ·
Qatar ·
Roemenië ·
Rusland ·
Saarland ·
San Marino ·
Saoedi-Arabië ·
Schotland ·
Senegal ·
Servië en Montenegro ·
Slovenië ·
Slowakije ·
Sovjet-Unie ·
Spanje ·
Suriname ·
Thailand ·
Tsjechië ·
Tsjecho-Slowakije ·
Tunesië ·
Turkije ·
Uruguay ·
Verenigd Koninkrijk ·
Verenigde Staten ·
Wales ·
Wit-Rusland ·
Zuid-Afrika ·
Zuid-Korea ·
Zweden ·
Zwitserland
Argentinië (1978) ·
Argentinië (2006) ·
Argentinië (2014) ·
Argentinië (2022) ·
Australië (2014) ·
Brazilië (2014) ·
Chili (2014) · 
Costa Rica (2014) ·
Denemarken (2010) ·
Denemarken (2012) ·
Duitsland (2012) · 
Ecuador (2022) · 
Frankrijk (2008) ·
Italië (2008) ·
Ivoorkust (2006) ·
Japan (2010) ·
Kameroen (2010) ·
Mexico (2014) · 
Noord-Macedonië (2021) · 
Oekraïne (2021) · 
Oostenrijk (2021) · 
Portugal (2006) ·
Portugal (2012) ·
Portugal (2019) ·
Qatar (2022) ·
Roemenië (2008) ·
Rusland (2008) ·
San Marino (2011) ·
Senegal (2022) ·
Servië en Montenegro (2006) ·
Sovjet-Unie (1988) ·
Spanje (2010) ·
Spanje (2014) ·
Tsjechië (2021) · 
Uruguay (2010) ·
Verenigde Staten (2022) · 
West-Duitsland (1974)